# Thedinghausen
Thedinghausen település Németországban, azon belül Alsó-Szászország tartományban. Lakosainak száma 8308 fő (2023. december 31.). Thedinghausen Martfeld és Provincial government Stade községekkel határos.

## Népesség
A település népességének változása:
| Lakosok száma | 7901 | 8027 | 8147 | 8145 | 8292 | 8308 |
|               | 2016 | 2017 | 2019 | 2021 | 2022 | 2023 |